# 홍규 (고려 전기)
홍규(洪規, ? ~ ?)는 고려(高麗) 전기의 문신(文臣)이다. 본관은 홍주(洪州: 현재의 충청남도 홍성군)이다. 왕건이 후백제를 정벌할 때 고려 개국에 공을 세우고 삼중대광(三重大匡)을 역임하였다. 딸은 고려 태조의 제12비인 흥복원부인(興福院夫人) 홍씨(洪氏)이다. 흥복원부인은 태자(太子) 왕직(王稷)과 공주(公主) 한 명을 낳았다.

## 가계
- 딸 : 흥복원부인(興福院夫人)
- 사위 : 태조(太祖, 877~943, 재위:918~943)